# Yamané (Rouko)
Pour les articles homonymes, voir Yamané.
Yamané est une localité située dans le département de Rouko de la province du Bam dans la région Centre-Nord. En 2006, cette localité comptait 141 habitants dont 58% de femmes.

## Éducation et santé
Le centre de soins le plus proche de Yamané est le centre de santé et de promotion sociale (CSPS) de Rouko tandis que le centre médical avec antenne chirurgicale (CMA) de la province se trouve à Kongoussi.